# Aloyse David
Aloyse David (* 25. Juni 1922 in Bürden) ist ein luxemburgischer Lokalhistoriker und Autor.
David wurde im Zweiten Weltkrieg von den Nazis zwangsrekrutiert. Ende 1942 desertierte er und versteckte sich in Redingen bei Marie Moes, die er 1945 heiratete. Nach dem Krieg kam er nach Diekirch, wo er bis zu seiner Pensionierung 1978 als Beamter bei der Staatssparkasse Luxemburg arbeitete.
Danach widmete sich Aloyse David der Genealogie und kam zur lokalen Geschichte von Diekirch. Er ist Autor einer Reihe von Büchern und Artikeln auf diesem Gebiet.

## Schriften (Auswahl)
- David, Aloyse & Marc Weydert, 1997. Au nom de la loi!: Berichte aus Zeitungen, Archiven und Privatsammlungen über die Gerechtigkeitspflege im Justizbezirk Diekirch im 19. Jahrhundert. Diekirch: Impr. du Nord, 158 S.
- David, Aloyse & Marc Weydert, 2000. Alexis Heck, Begründer des Luxemburger Tourismus: 50 LTH. [Diekirch]: LTHAH: ALDEH, Luxemburg, Service des imprimés de l'Etat, 249 S.
- David, Aloyse & Serge Kugener, 2005. Der Bildhauer Michel Deutsch (1837–1905). In: Den Deiwelselter: Informatiounsblat vun der Gemeng Dikrich. Dikrich: Gemeng. N° 4(2005), S. 8–13.
- David, Aloyse, 2010. Das Handwerk in Diekirch: eine Auflistung Diekircher Handwerker vom 16. Jahrhundert bis heute. Diekirch: A. David, Impr. Faber, Mersch, 480 S. ISBN 978-99959-676-0-4[1]
- David, Aloyse, 2011. Dikricher Famillen a Betrieber. Diekirch: A. David: Éd. Lezarts, 2011, Impr. Faber, Mersch, 240 S.
- David, Aloyse, 2012. Zwangsëmsiedlung von der Famill Robert Eyschen: Diekircher vor dem Deutschen Sondergericht: Amicale Ons Jongen. Diekirch: A. David: Éd. Lezarts, 36 S. ISBN 978-99959-676-3-5